# Salzburg (land)
Salzburg (suprafață 7.154 km², populație 520.000, se citește 'zalț.burg) este un stat federat sau land (germană: Bundesland) al Austriei, având graniță cu Bavaria, Germania, și Tirolul de Sud, Italia. Este unul dintre statele federale ale Austriei cu cei mai puțini locuitori. Capitala landului Salzburg este orașul Salzburg.
Landul Salzburg este împărțit în cinci districte (Gaue) (capitala districtului în paranteză): Pinzgau (Zell am See), Pongau (Sankt Johann im Pongau), Lungau (Tamsweg), Tennengau (Hallein) și Flachgau (orașul Salzburg, care este în același timp și capitala landului).

### Liechtensteinklamm
În landul Salzburg se găsește „Liechtensteinklamm”, unul dintre cele mai adânci defileuri din Alpi. Acesta se află în apropiere de Sankt Johann im Pongau sau St.Johann/Pg., un mic oraș în mijlocul landului.

## Localități
- Salzburg (145.871)
- Hallein (20.101)
- Saalfelden am Steinernen Meer (16.054)
- St. Johann im Pongau (10.779)
- Bischofshofen (10.377)
- Seekirchen am Wallersee (10.136)
- Zell am See (9573)
- Neumarkt am Wallersee (5863)
- Oberndorf bei Salzburg (5609)
- Mittersill (5404)
- Radstadt (4784)

## Stema
Stema a preluat inițial blazonul ducelui Philipp de Carintia, arhiepiscop de Salzburg între 1246-1256. Coroana a fost adăugată în 1805, când landul Salzburg a devenit provincie independentă a Austro-Ungariei.